# Festa Major de Sant Gervasi
La Festa major de Sant Gervasi se celebra la segona quinzena de juny al barri de Sant Gervasi de Cassoles, al districte de Sarrià - Sant Gervasi de Barcelona. La festa major es fa al voltant de Sant Gervasi i Sant Protasi, una festivitat que se celebra el 19 de juny. La comissió de festes organitza tota mena d'activitats, com ara àpats populars, concerts i actes diversos destinats als més petits i al jovent. La cultura popular hi és present, amb el correfoc, recuperat fa pocs anys, i la ballada de sardanes que es fa el dia principal de la festa al migdia.

## Motiu
Els sants Gervasi i Protasi són dos bessons màrtirs del segle ii. Originaris de Milà, van morir torturats en una de les moltes persecucions de l'imperi Romà contra els cristians. L'origen del barri de Sant Gervasi es troba en una capella del segle X dedicada a tots dos sants, que posteriorment va esdevenir parròquia i donà nom al barri. Actualment hi ha l'església de la Bonanova construïda a sobre i a partir del segle xviii el culte es desplaçà dels sants bessons cap a la Mare de Déu dels Afortunats. Així i tot, sant Gervasi i sant Protasi han mantingut el patronatge de la festa major. La festa major, tal com l'entenem avui, s'hi celebra des de principi dels anys trenta del segle xx.

## Actes destacats
- Correfoc. Un dels primers actes de festa major és el correfoc, que parteix dels Jardins de Ca n'Altimira i s'acaba a la plaça de la Bonanova. Va a càrrec de la Colla de Diablesses i Diables de Sarrià, juntament amb més colles convidades. Generalment, es fa una tabalada prèvia per anar escalfant motors.[1]
- Sardanes. El diumenge de festa major al matí s'organitzen un seguit d'activitats a la plaça de la Bonanova, on es destaca un recital de sardanes que es fa a migdia.[1]